# Hydraena ruinosa
Hydraena ruinosa är en skalbaggsart som beskrevs av Peter Zwick 1977. Hydraena ruinosa ingår i släktet Hydraena och familjen vattenbrynsbaggar. Inga underarter finns listade i Catalogue of Life.